# جورج كولومبوس بارنهاردت (ضابط)
جورج كولومبوس بارنهاردت هو ضابط أميركي خدم برتبة عميد خلال الحرب العالمية الأولى. وُلد جورج في 28 ديسمبر عام 1868، وتُوفي في 10 ديسمبر 1930.

## حياته المُبكرة
وُلد جورج في غولد هيل بكارولينا الشمالية. وتخرج في المرتبة السابعة عشر من أصل اثنين وستين طالبًا من الأكاديمية العسكرية الأمريكية في عام 1892.

## حياته المهنية
كُلف جورج للخدمة برتبة ملازم ثاني في سلاح الفرسان السادس وخدم في حصن ماكيني بنيويورك من 30 سبتمبر 1892 إلى 2 أكتوبر 1894.
وخلال الحرب الإسبانية الأمريكية، قاد قوات الفرسان في حملة سانتياغو. وأمضى عامين بعد الحرب في حصن ليفنوورث في ولاية كنساس، ثم شارك في بعثة الإغاثة الصينية، تلاها أربع سنوات في الفلبين.
خدم في كوبا من عام 1907 إلى عام 1909. كما كان مساعدا للواء الفرسان الخامس عشر من عام 1909 حتى عام 1912. كما أدّى خدمته في هيئة الأركان العامة من 1913 إلى 1916 على الحدود المكسيكية. وخدم أيضًا مع فيلق قوات المشاة في عام 191.كما قاد فرقة المشاة 329 في معسكر شيرمان بولاية أوهايو، وذهب إلى فرنسا مع قوة الاستطلاع الأمريكية.
تمت ترقيته إلى رتبة عميد للجيش الوطني وتعيينه قائدًا للواء المشاة 178 في فرنسا وألمانيا. وأصبح عقيدًا في الأركان العامة من عام 1921 إلى عام 192 بعد وصوله إلى الولايات المتحدة، وقاد فرقة الفرسان السادسة من عام 1925 إلى عام 1927. كما قاد المنطقة العسكرية في واشنطن من يوليو إلى سبتمبر 1927، وكانت مهمته الأخيرة قيادة لواء المشاة 22d في هاواي.

## الجوائز
حصل جورج على وسام الخدمة المتميزة من الولايات المتحدة، بالإضافة إلى وسام جوقة الشرف من فرنسا..

## الوفاة والإرث
تًوفي جورج كولومبوس بارنهاردت عن عمر يناهز الواحد وستين في 14 مايو، 1924.

## فهارس
- Cullum, George W. 1891. Biographical register of the officers and graduates of the U.S. military academy at West Point, N.Y.: from its establishment, in 1802, to 1890 : with the early history of the United States military academy. Boston and New York: Houghton, Mifflin and Company. 1417240
- Davis, Henry Blaine. Generals in Khaki. Raleigh, NC: Pentland Press, 1998. (ردمك 1571970886) 231779136
- Marquis Who's Who, Inc. Who Was Who in American History, the Military. Chicago: Marquis Who's Who, 1975. (ردمك 0837932017) 657162692
- "Valor Awards for George Columbus Barnhardt." Valor Awards for George Columbus Barnhardt. Military Times, n.d. Web. 12 Aug. 2016. <http://valor.militarytimes.com/recipient.php?recipientid=17242>.